# Paul Bohl

Einspruch: Löschen war ausversehen. Texte werden noch von Personen optimiert.
Vorlage:Infobox Person
Paul Bohl (* 18. Dezember 1943 in Berlin-Buch; † 2022 in Kaarst) war ein deutscher Bürgerinitiant und Aktivist im Bereich Verkehrspolitik. Er gilt als zentrale Figur bei der Rettung und Wiederinbetriebnahme der Bahnstrecke Neuss–Kaarst, die seit 1999 als Regiobahn S 28 betrieben wird.

## Leben
Paul Bohl wurde am 18. Dezember 1943 in Berlin-Buch geboren. Er war Vater von zwei Kindern und lebte bis zu seinem Tod in Kaarst. Weitere biografische Details zu Ausbildung und beruflichem Werdegang liegen derzeit nicht vor.

## Engagement für den Schienenverkehr
In den frühen 1980er Jahren drohte die Stilllegung der Bahnstrecke Neuss–Kaarst durch die Deutsche Bundesbahn. Ab etwa 1984 begann Bohl, sich dagegen zu engagieren:
- Er initiierte eine Unterschriftensammlung, die rund 4 500 Unterschriften gegen die Stilllegung sammelte, und verfasste über 1 000 Eingaben, Stellungnahmen und Gutachten an Behörden und Politik  [oai_citation:0‡Facebook](https://www.facebook.com/pro.bahn/posts/zum-tod-von-paul-bohlder-name-paul-bohl-ist-untrennbar-verbunden-mit-der-heutige/5768756213148055/?utm_source=chatgpt.com).  - 1987 wurde er für seinen Einsatz mit dem **Europäischen Umweltpreis** ausgezeichnet  [oai_citation:1‡Readkong](https://de.readkong.com/page/20-jahre-regiobahn-eine-vision-wurde-wirklichkeit-newstix-9564866?utm_source=chatgpt.com).  - 1992 setzte er die Gründung der „Regionalen Bahngesellschaft Kaarst, Neuss, Düsseldorf, Erkrath, Mettmann“ als kommunale Trägerschaft durch  [oai_citation:2‡regio-bahn.de](https://www.regio-bahn.de/regiobahn-infrastruktur/historie?utm_source=chatgpt.com).  - Nach Sanierung wurde die Bahnstrecke 1999 als Linie S 28 (Regiobahn) offiziell wiedereröffnet  [oai_citation:3‡PRO BAHN Berlin-Brandenburg](https://www.pro-bahn-berlin-brandenburg.de/2022/08/02/zum-tod-von-paul-bohl/?utm_source=chatgpt.com).

## Würdigung
Der Fahrgastverband **PRO BAHN** würdigte Bohl nach seinem Tod als „untrennbar verbunden mit der heutigen Regiobahn“ und bezeichnete ihn als Vorbild für ähnliche Initiativen  [oai_citation:4‡PRO BAHN Berlin-Brandenburg](https://www.pro-bahn-berlin-brandenburg.de/2022/08/02/zum-tod-von-paul-bohl/?utm_source=chatgpt.com). Auch die regionale Presse beschrieb ihn als „Retter der Kaarster Bahn“  [oai_citation:5‡Facebook](https://www.facebook.com/pro.bahn/posts/zum-tod-von-paul-bohlder-name-paul-bohl-ist-untrennbar-verbunden-mit-der-heutige/5768756213148055/?utm_source=chatgpt.com).

## Kontext und Bedeutung
Die Geschichte der Bahnstrecke und ihr Überleben verdankt sich dem Engagement zahlreicher Bürger, an dessen Spitze Paul Bohl stand  [oai_citation:6‡PRO BAHN Berlin-Brandenburg](https://www.pro-bahn-berlin-brandenburg.de/2022/08/02/zum-tod-von-paul-bohl/?utm_source=chatgpt.com). Die Regiobahn GmbH wurde am 6. August 1992 gegründet; 1999 wurde der S-Bahn-Betrieb aufgenommen  [oai_citation:7‡regio-bahn.de](https://www.regio-bahn.de/regiobahn-infrastruktur/historie?utm_source=chatgpt.com).